# Chondrodesmus erratus
Chondrodesmus erratus är en mångfotingart som beskrevs av Chamberlin 1941. Chondrodesmus erratus ingår i släktet Chondrodesmus och familjen Chelodesmidae. Inga underarter finns listade i Catalogue of Life.